# Mike Nichols
Mike Nichols (Berlim, 6 de novembro de 1931 – Nova York, 20 de novembro de 2014) foi um cineasta norte-americano.

## Biografia
Mike Nichols deixou a sua cidade no ano de 1939, juntamente com sua família, devido à Segunda Guerra Mundial. É uma das poucas pessoas do meio do cinema que ganhou prêmios nas quatro mais importantes premiações do showbizz americano: Óscar, Emmy, Grammy e Tony. Apenas Audrey Hepburn, Barbra Streisand, Mel Brooks e Rita Moreno também conseguiram tal feito.
Ele começou sua carreira nos anos de 1950. Em 1968 ele ganhou o Oscar de Melhor Diretor pelo filme The Graduate. Dentre seus outros filmes destacam-se Quem Tem Medo de Virginia Woolf?, Carnal Knowledge, Working Girl, a minissérie de televisão Angels in America. Ele também foi produtor de produções teatrais.
Mike morreu no dia 20 de novembro de 2014. A morte foi anunciada em nota assinada pelo presidente da ABC News, James Goldston. Nichols era casado com Diane Sawyer, apresentadora do jornal. Segundo a agência France Presse, Nichols sofreu um ataque cardíaco.

## Filmografia
| Ano  | Título original                 | Título no Brasil                    | Título em Portugal               | Observações                                                     |
| 2007 | Charlie Wilson's War            | Jogos do Poder                      | Jogos de Poder                   |                                                                 |
| 2004 | Closer (filme)                  | Closer - Perto Demais               | Perto Demais                     |                                                                 |
| 2003 | Angels in America               | Angels in America                   |                                  | (TV)                                                            |
| 2001 | Wit                             | Uma Lição de Vida                   | Espírito de Coragem              | (TV) - Prêmio Especial do Júri Ecumênico, no Festival de Berlim |
| 2000 | What planet are you from?       | De que Planeta Você Veio?           |                                  |                                                                 |
| 1998 | Primary colors                  | Segredos do Poder                   |                                  |                                                                 |
| 1996 | The Birdcage                    | A Gaiola das Loucas                 | Casa de Doidas                   |                                                                 |
| 1994 | Wolf                            | Lobo                                | Lobo                             |                                                                 |
| 1991 | Regarding Harry                 | Uma Segunda Chance                  |                                  |                                                                 |
| 1990 | Postcards from the edge         | Lembranças de Hollywood             |                                  |                                                                 |
| 1988 | Working Girl                    | Uma Secretária de Futuro            | Uma Mulher de Sucesso            |                                                                 |
| 1988 | Biloxi Blues                    | Metido em Encrencas                 | Os Rapazes de Biloxi             |                                                                 |
| 1986 | Heartburn                       | A Difícil Arte de Amar              | A Difícil Arte de Amar           |                                                                 |
| 1983 | Silkwood                        | Silkwood - O retrato de uma coragem |                                  |                                                                 |
| 1981 | The Gin Game                    |                                     |                                  | TV                                                              |
| 1980 | Gilda live                      |                                     |                                  |                                                                 |
| 1975 | The Fortune                     | O Golpe do Baú                      |                                  |                                                                 |
| 1973 | The Day of the Dolphin          | O Dia do Golfinho                   |                                  |                                                                 |
| 1971 | Carnal Knowledge                | Ânsia de Amar                       | Iniciação Carnal                 |                                                                 |
| 1970 | Catch-22                        | Ardil 22                            | Artigo 22                        |                                                                 |
| 1967 | The Graduate                    | A Primeira Noite de um Homem        | A Primeira Noite                 | BAFTA de Melhor Diretor, Oscar de Melhor Diretor                |
| 1966 | Who's Afraid of Virginia Woolf? | Quem tem medo de Virginia Woolf?    | Quem tem medo de Virginia Woolf? |                                                                 |

## Premiações
- 4 indicações ao Oscar, na categoria de Melhor Diretor, por "Quem Tem Medo de Virginia Woolf?" (1966), "A Primeira Noite de um Homem" (1967), "Silkwood - O Retrato de uma Coragem" (1983) e "Uma Secretária de Futuro" (1988). Venceu em 1967.
- 5 indicações ao Globo de Ouro, na categoria de Melhor Diretor, por "Quem Tem Medo de Virginia Woolf?" (1966), "A Primeira Noite de um Homem" (1967), "Silkwood - O Retrato de uma Coragem" (1983), "Uma Secretária de Futuro" (1988) e "Perto Demais" (2004). Venceu por "A Primeira Noite de um Homem".
- 3 indicações ao BAFTA, na categoria de Melhor Filme, por "Quem Tem Medo de Virginia Woolf?" (1966), "A Primeira Noite de um Homem" (1967). Venceu em 1966 e 1967.
- BAFTA de Melhor Diretor, por "A Primeira Noite de um Homem" (1967).
- Prêmio Especial do Júri Ecumênico, no Festival de Berlim, por "Uma Lição de Vida" (2001).